# Обров
Обров је градско насеље у општини Бијело Поље у Црној Гори. Према попису из 2003. било је 316 становника (према попису из 1991. било је 321 становника).

## Демографија
У насељу Обров живи 215 пунолетних становника, а просечна старост становништва износи 30,8 година (30,1 код мушкараца и 31,5 код жена). У насељу има 86 домаћинстава, а просечан број чланова по домаћинству је 3,67.
Становништво у овом насељу веома је хетерогено, а у последња три пописа, примећен је пад у броју становника.
|  |

| Демографија | Демографија | Демографија |
| Година      | Становника  | Становника  |
| ----------- | ----------- | ----------- |
|             |             |             |
|             |             |             |
|             |             |             |
|             |             |             |
| 1948.       | 241         |             |
| 1953.       | 286         |             |
| 1961.       | 370         |             |
| 1971.       | 381         |             |
| 1981.       | 439         |             |
| 1991.       | 321         | 315         |
| 2003.       | 352         | 316         |
|             |             |             |

| Етнички састав према попису из 2003.‍ | Етнички састав према попису из 2003.‍ | Етнички састав према попису из 2003.‍ | Етнички састав према попису из 2003.‍ | Етнички састав према попису из 2003.‍ |
| ------------------------------------ | ------------------------------------ | ------------------------------------ | ------------------------------------ | ------------------------------------ |
|                                      |                                      |                                      |                                      |                                      |
| Муслимани                            | Муслимани                            |                                      | 99                                   | 31,32%                               |
| Срби                                 | Срби                                 |                                      | 95                                   | 30,06%                               |
| Бошњаци                              | Бошњаци                              |                                      | 60                                   | 18,98%                               |
| Црногорци                            | Црногорци                            |                                      | 28                                   | 8,86%                                |
| Руси                                 | Руси                                 |                                      | 1                                    | 0,31%                                |
| непознато                            | непознато                            |                                      | 0                                    | 0,0%                                 |

| Година пописа     | 1948. | 1953. | 1961. | 1971. | 1981. | 1991. | 2003. |
| ----------------- | ----- | ----- | ----- | ----- | ----- | ----- | ----- |
| Број домаћинстава | 47    | 55    | 77    | 69    | 90    | 76    | 95    |

| Број чланова      | 1  | 2  | 3  | 4  | 5  | 6  | 7 | 8 | 9 | 10 и више | Просек |
| ----------------- | -- | -- | -- | -- | -- | -- | - | - | - | --------- | ------ |
| Број домаћинстава | 86 | 15 | 12 | 11 | 19 | 18 | 4 | 3 | 3 | 1         | 0      |

| Пол    | Укупно | Неожењен/Неудата | Ожењен/Удата | Удовац/Удовица | Разведен/Разведена | Непознато |
| ------ | ------ | ---------------- | ------------ | -------------- | ------------------ | --------- |
| Мушки  | 114    | 40               | 65           | 5              | 3                  | 1         |
| Женски | 113    | 30               | 63           | 14             | 3                  | 3         |
| УКУПНО | 227    | 70               | 128          | 19             | 6                  | 4         |

| Пол    | Укупно                    | Пољопривреда, лов и шумарство | Рибарство                            | Вађење руде и камена | Прерађивачка индустрија       |
| ------ | ------------------------- | ----------------------------- | ------------------------------------ | -------------------- | ----------------------------- |
| Мушки  | 41                        | 7                             | 0                                    | 0                    | 6                             |
| Женски | 18                        | 2                             | 0                                    | 0                    | 6                             |
| УКУПНО | 59                        | 9                             | 0                                    | 0                    | 12                            |
| Пол    | Производња и снабдевање   | Грађевинарство                | Трговина                             | Хотели и ресторани   | Саобраћај, складиштење и везе |
| Мушки  | 0                         | 4                             | 4                                    | 2                    | 5                             |
| Женски | 0                         | 0                             | 2                                    | 0                    | 0                             |
| УКУПНО | 0                         | 4                             | 6                                    | 2                    | 5                             |
| Пол    | Финансијско посредовање   | Некретнине                    | Државна управа и одбрана             | Образовање           | Здравствени и социјални рад   |
| Мушки  | 0                         | 0                             | 10                                   | 0                    | 0                             |
| Женски | 0                         | 1                             | 1                                    | 1                    | 2                             |
| УКУПНО | 0                         | 1                             | 11                                   | 1                    | 2                             |
| Пол    | Остале услужне активности | Приватна домаћинства          | Екстериторијалне организације и тела | Непознато            | Непознато                     |
| Мушки  | 2                         | 0                             | 0                                    | 1                    | 1                             |
| Женски | 3                         | 0                             | 0                                    | 0                    | 0                             |
| УКУПНО | 5                         | 0                             | 0                                    | 1                    | 1                             |